# Acalolepta stictica
Acalolepta stictica là một loài bọ cánh cứng trong họ Cerambycidae.